# Fürstenfeldbruck (huyện)
Fürstenfeldbruck là một huyện ở bang Bayern, Đức. Huyện này giáp các huyện (từ phía đông theo chiều kim đồng hồ): Thành phố München và các huyện München, Starnberg, Landsberg, Aichach-Friedberg và Dachau.
Huyện Fürstenfeldbruck đã được lập năm 1938.
Huyện này nằm ở phía tây vùng đô thị Munich. 90% dân sống ở phía đông huyện, bao gồm ngoại ô Munich.

## Thị xã và đô thị
| Thị xã                           | Đô thị | |
| -------------------------------- | --- | --- |
| 1. Fürstenfeldbruck 2. Germering | 1. Adelshofen 2. Alling 3. Althegnenberg 4. Egenhofen 5. Eichenau 6. Emmering 7. Grafrath 8. Gröbenzell 9. Hattenhofen 10. Jesenwang | 1. Kottgeisering 2. Landsberied 3. Maisach 4. Mammendorf 5. Mittelstetten 6. Moorenweis 7. Oberschweinbach 8. Olching 9. Puchheim 10. Schöngeising 11. Türkenfeld |